# Andreas Madsen
Pour les articles homonymes, voir Madsen.
Andreas Madsen, né à Handbjerg au Danemark le 17 octobre 1881 et mort à San Carlos de Bariloche en Argentine le 1er septembre 1965, est un explorateur et écrivain danois. À la suite de son arrivée en Argentine, en 1901, il travaille à la Commission des frontières (Comisión de Límites) dirigée par Perito Moreno. Il s'établit à proximité du mont Fitz Roy et c'est là-bas qu'il rédige La Patagonia vieja, édité pour la première fois en 1948.

## Biographie
Incorporé dans la marine danoise, Madsen passe sa jeunesse à parcourir les côtes européennes.
En 1901, il émigre en Argentine et intègre la Commission des frontières (Comisiones de Límites), dirigée par Francisco Pascasio Moreno dit « Perito Moreno », dont la mission était alors de cartographier et délimiter la zone frontalière avec le Chili, en Patagonie. Andreas Madsen est embauché pour ses connaissances en tant que marin.
Après avoir parcouru la région des lacs Buenos Aires, San Martín et Viedma, il s'établit dans cette dernière en 1903. Sur place, il vit une expérience singulière où il passe cinq mois sur les rives du lac Viedma dans une solitude absolue. Il construit, à cette occasion, une première maison en bois et en cuir de guanaco. Il effectue pendant plusieurs années des tâches variées telles que chef d'équipe dans des estancias, gardien de troupeaux de vaches et il travaille un temps dans les scieries de la Compañía Bonvalot & Cía.
Au service d'une entreprise lainière, il navigue à bord d'un petit navire depuis le lac Viedma jusqu'à l'océan Atlantique, à travers le río de la Leona, le lac Argentino et le río Santa Cruz, pour étudier la navigabilité de cette voie. Il est le premier à la parcourir en solitaire. 
Il réalise également un voyage avec un chariot tiré par des bœufs, en pleine neige, en se guidant seulement à l'aide d'une boussole et devient ainsi le pionnier sur la route qui relie actuellement la région du lac Viedma avec la ville de Mata Amarilla.
En 1912, il rentre au Danemark où il épouse Steffany Thomsen. Deux ans plus tard, au début de la Première Guerre mondiale, il retourne en Argentine et continue à travailler dans la région du lac Viedma jusqu'à ce que, en raison de pressions exercées par des groupes de grands propriétaires terriens, il soit contraint de se déplacer plus à l'ouest, le long des rives du río de las Vueltas, au pied du mont Fitz Roy. Pour le récompenser des différents travaux réalisés pendant toutes ces années en Patagonie, l’État argentin lui octroie un bail sur 17 000 hectares situés à l'ouest du río de las Vueltas et sur 3 000 hectares situés à l'est de cette rivière.
Andreas Madsen fonde sur place son estancia qu'il baptise Estancia Cerro Fitz Roy, le massif étant situé à l'intérieur du territoire de l'estancia.
De son mariage naissent quatre enfants : Peter Christian, Karl Richard, Fitz Roy et Anna Margarethe.
Sur la porte d'entrée de sa maison, il fait inscrire la devise suivante : Pensar Alto, Sentir Hondo, Hablar Claro (Penser haut, ressentir profond, parler clairement).
En 1963, il déménage à San Carlos de Bariloche, sa fille Anna et son fils Peter se trouvant dans cette ville. Il décède dans cette ville le 1er septembre 1965. En 1972, ses restes sont déplacés dans le cimetière familial situé dans l'enceinte de l'Estancia Cerro Fitz Roy, selon sa volonté.